# 강훈 (1990년 바둑 기사)
강훈(姜勳, 1990년 8월 21일 ~ )은 대한민국의 바둑 기사이다.

## 약력
8세 때 바둑을 처음 접했고 안관욱 바둑도장과 허장회 바둑도장에서 바둑을 배웠다. 2007년 삼성화재배 아마예선에서 준우승했고, 2009년에는 아마국수전과 제주삼다수배에서 3위에 올랐다. 2010년 제11회 지역연구생 입단대회를 통해 입단했다. 2012년 4월에 2단으로 승단하였다. 2012년 4월, 제56기 국수전 예선에 오른 바 있다. 2018년 3단을 거쳐 2020년 4단으로 승단했다.